# Baden bei Wien
 For alternative betydninger, se Baden (flertydig). (Se også artikler, som begynder med Baden)
Baden bei Wien er en by og kommune i det østlige Østrig, med et indbyggertal (pr. 2007) på cirka 25.000. Byen ligger i delstaten Niederösterreich, 26 kilometer syd for landets hovedstad Wien.
Byens navn er egentlig bare Baden, men for at adskille den fra andre byer af samme navn, er den som oftest kendt under navnet Baden bei Wien.

## Verdensarv fra 2021
Den 24. juli 2021 indskrev UNESCO Baden bei Wien som verdensarv, og byen blev én af de 11 byer i Europas store kurbadesteder.
- Wikimedia Commons har flere filer relateret til Baden bei Wien